# Putumayo
Putumayo (španělsky Río Putumayo, portugalsky Rio Içá) je řeka v Jižní Americe, v Kolumbii (departementy Amazonas a Putumayo), v Ekvádoru, v Peru a v Brazílii (stát Amazonas). Na horním toku slouží jako státní hranice Kolumbie s Ekvádorem a Peru. V Brazílii se nazývá Içá. Je to levý přítok Amazonky. Je 1580 km dlouhá. Povodí má přibližně rozlohu 123 000 km².

## Průběh toku
Pramení v jižní části kolumbijských And. Převážnou část toku protéká po Amazonské nížině uprostřed tropických deštných lesů.

## Vodní režim
Zdroj vody je dešťový. Průměrný průtok vody činí 7160 m³/s. Nejvyšší je od dubna do června.

## Využití
Vodní doprava je možná na dolním toku.